# Joseph Renner den yngre
Joseph Renner, född 17 februari 1868 i Regensburg, död där 17 juli 1934, var en tysk organist och tonsättare.
Renner, som var lärjunge till Josef Gabriel Rheinberger, blev 1893 domkyrkoorganist i Regensburg och 1896 tillika lärare vid kyrkomusikskolan där. Han komponerade bland annat flera mässor och requiem, offertorier, motetter och andra kyrkliga sångverk, världsliga sånger, körer för mansröster, orgelsaker och sångspelet Joseph Haydn samt skrev Moderne Kirchenmusik und Choral. Han ställde sig som motståndare till Ceciliaföreningens strävan att bannlysa instrumenten ur kyrkomusiken.